# Amy Winehouse at the BBC
Amy Winehouse at the BBC è un album live della cantante britannica Amy Winehouse, pubblicato nel 2012.

| Recensione              | Giudizio         |
| ----------------------- | ---------------- |
| Q                       |                  |
| The Times               |                  |
| Evening standard        |                  |
| Allmusic                |                  |
| BBC                     | Molto Favorevole |
| The Independent         |                  |
| NME                     |                  |
| Pitchfork Media         |                  |
| San Francisco Chronicle | Favorevole       |
| Metacritic              | (64/100)         |

## Tracce
1. Know You Now (Leicester Summer Sundae 2004)
2. Fuck Me Pumps (T In The Park 2004)
3. In My Bed (T In The Park 2004)
4. October Song (T In The Park 2004)
5. Rehab (Pete Mitchell 2006)
6. You Know I'm No Good (Jo Whiley Live Lounge 2007)
7. Just Friends (Big Band Special 2009)
8. Love Is a Losing Game (Jools Holland 2009)
9. Tears Dry on Their Own (Jo Whiley Live Lounge 2007)
10. Best Friends, Right? (Leicester Summer Sundae 2004)
11. I Should Care (The Stables 2004)
12. Lullaby Of Birdland (The Stables 2004)
13. Valerie (Jo Whiley Live Lounge 2007)
14. To Know Him Is To Love Him (Pete Mitchell 2006)

DVD Bonus (Amy Winehouse - The Day She Came To Dingle)
1. Tears Dry On Their Own
2. You Know I'm No Good
3. Love Is A Losing Game
4. Back To Black
5. Rehab
6. Me & Mr Jones

## Classifica
| Classifica        | Posizione |
| ----------------- | --------- |
| Austria           | 68        |
| Belgio (Fiandre)  | 81        |
| Belgio (Vallonia) | 76        |
| Francia           | 54        |
| Paesi Bassi       | 41        |